# 圣玛尔定堂 (波城)
圣玛尔定堂（法語：Église Saint-Martin）是一座罗马天主教教堂，位于新阿基坦大区大西洋比利牛斯省波城的市中心，波城城堡区的门口。

## 历史
第一座圣玛尔定堂建于1468年至1472年间，位于波城城堡对面。 在1563年至1620年间，在阿尔布雷特家族的影响下，这座教堂曾经是一座新教教堂。1803年成立堂区。1864年，在东侧动工建造新堂，1871年12月21日落成，建筑师为埃米尔·博斯维尔瓦尔德（Emile Boeswillwald）。1885年拆除老堂。

## 建筑
这是一座哥特式复兴建筑，带有拜占庭风格的装饰。长70.5米，宽36.2米，钟楼高77米。

## 保护
2015年2月2日，这座教堂列为法国历史遗迹。

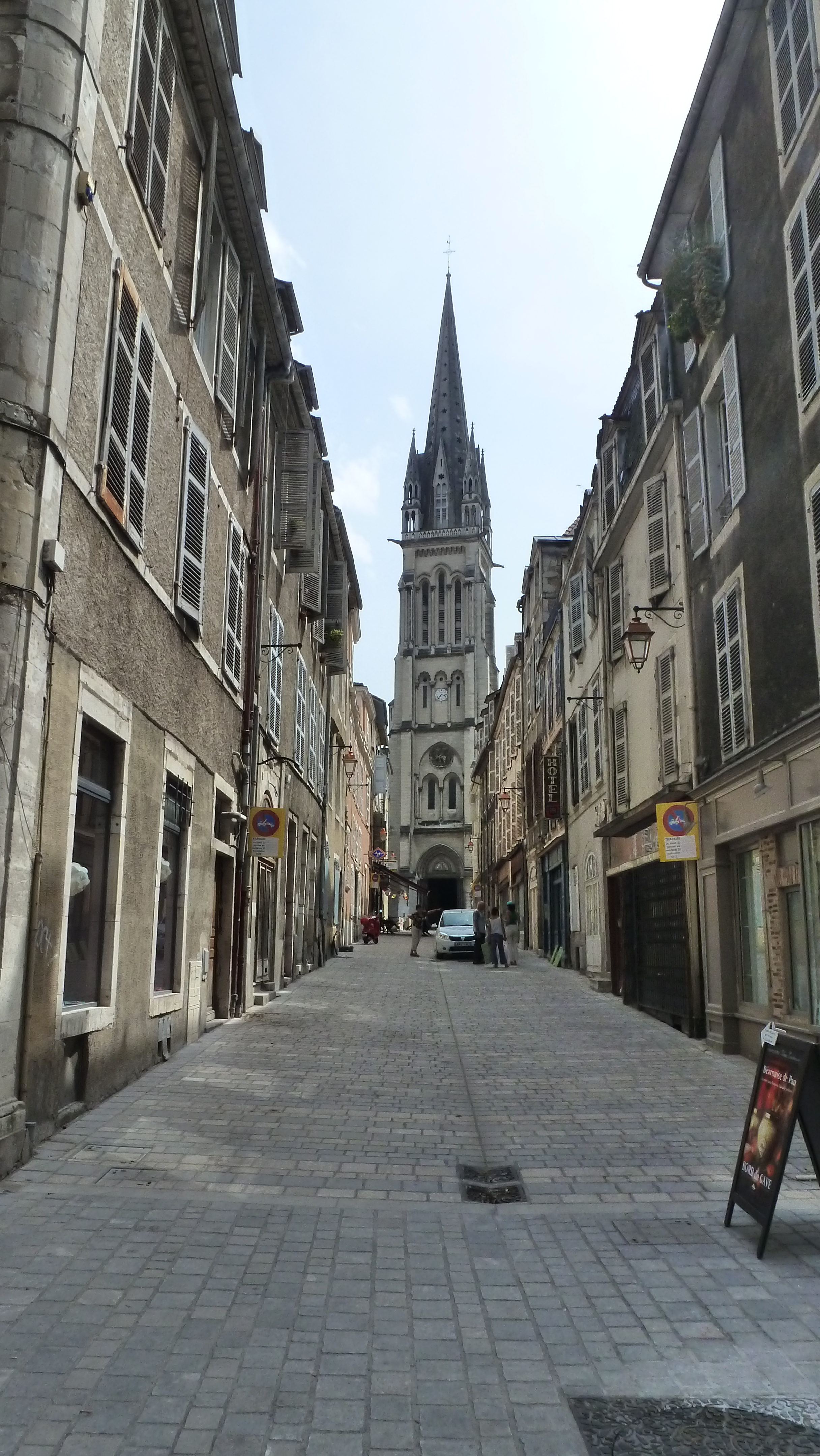
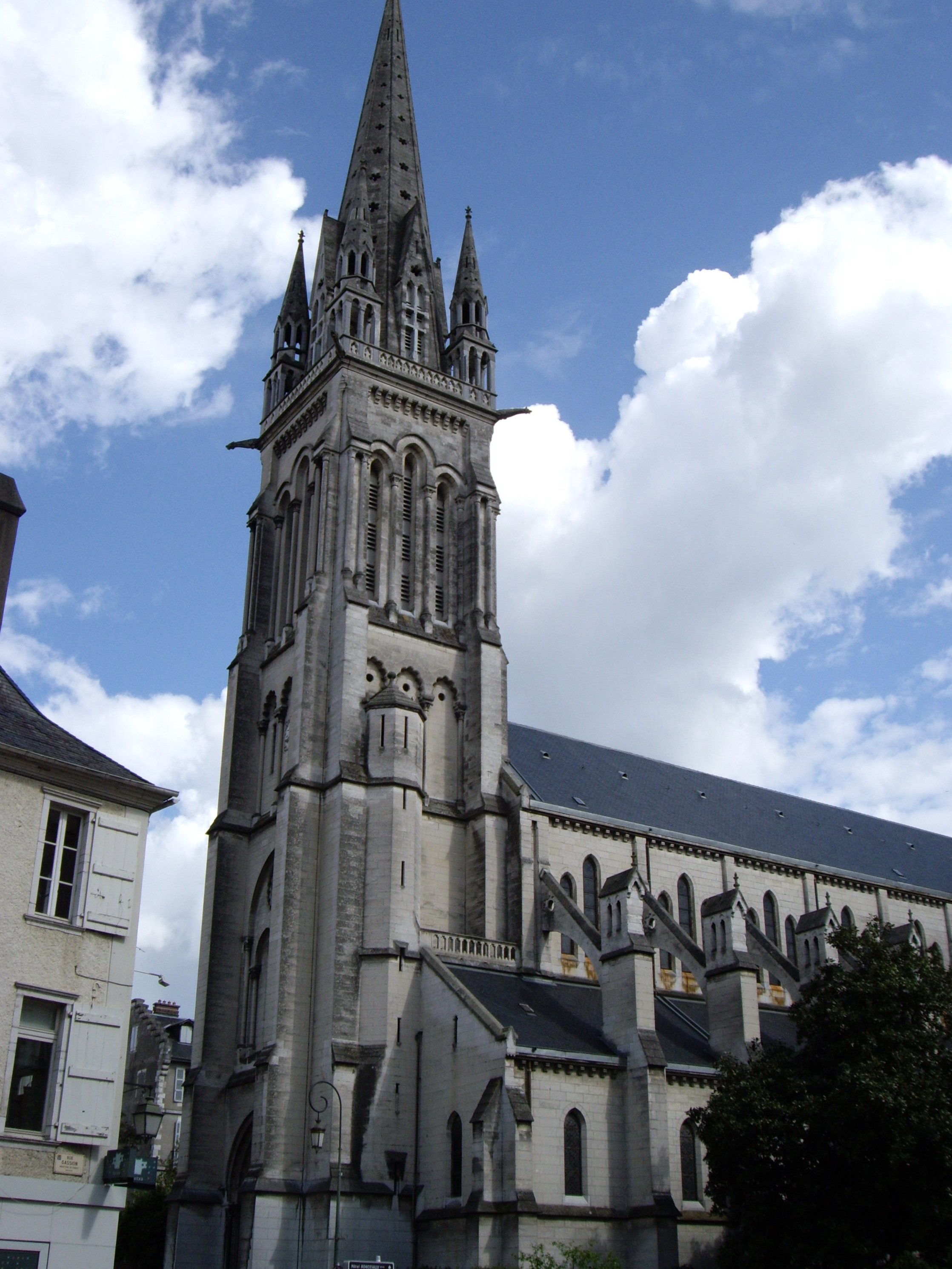
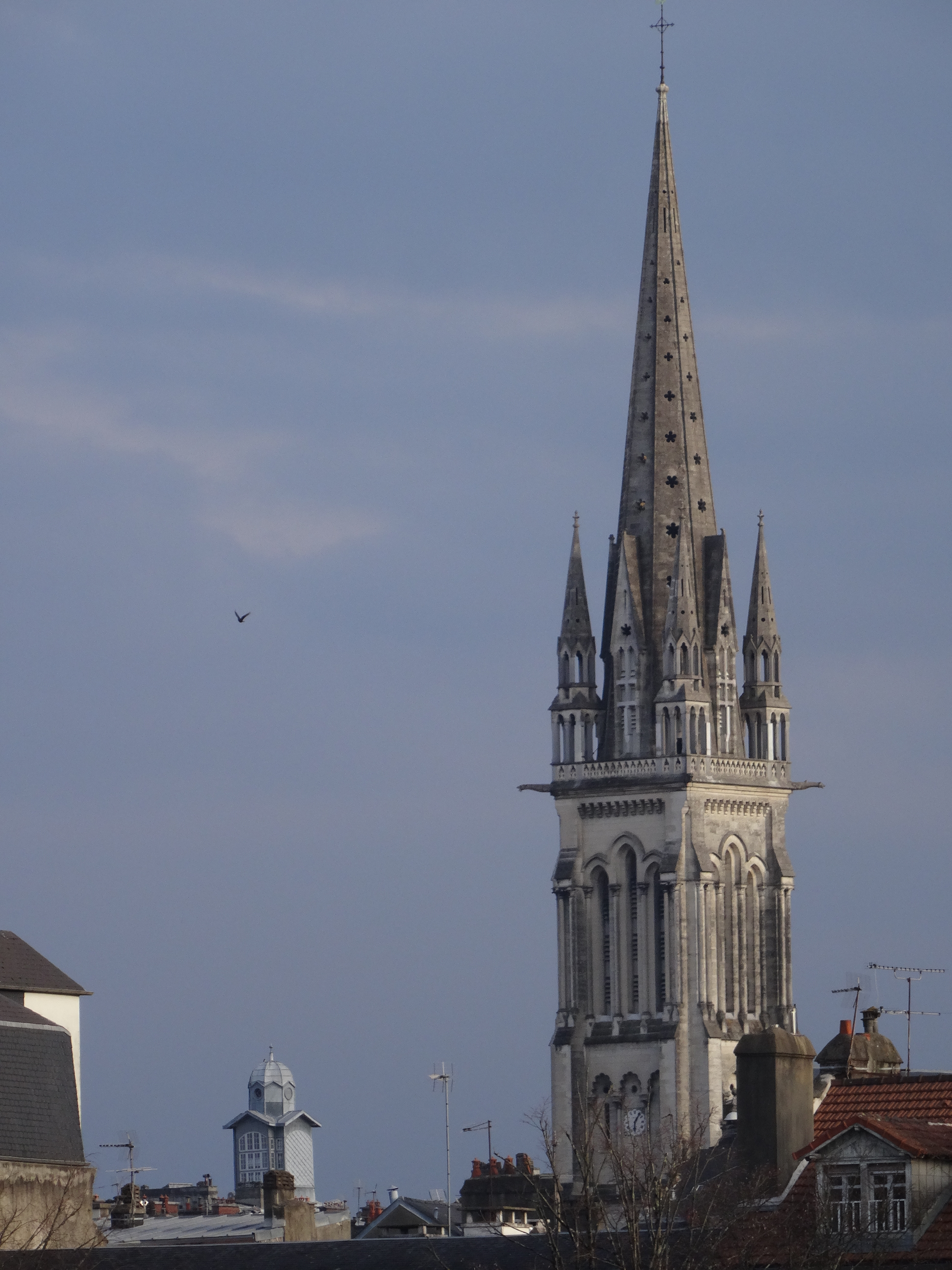
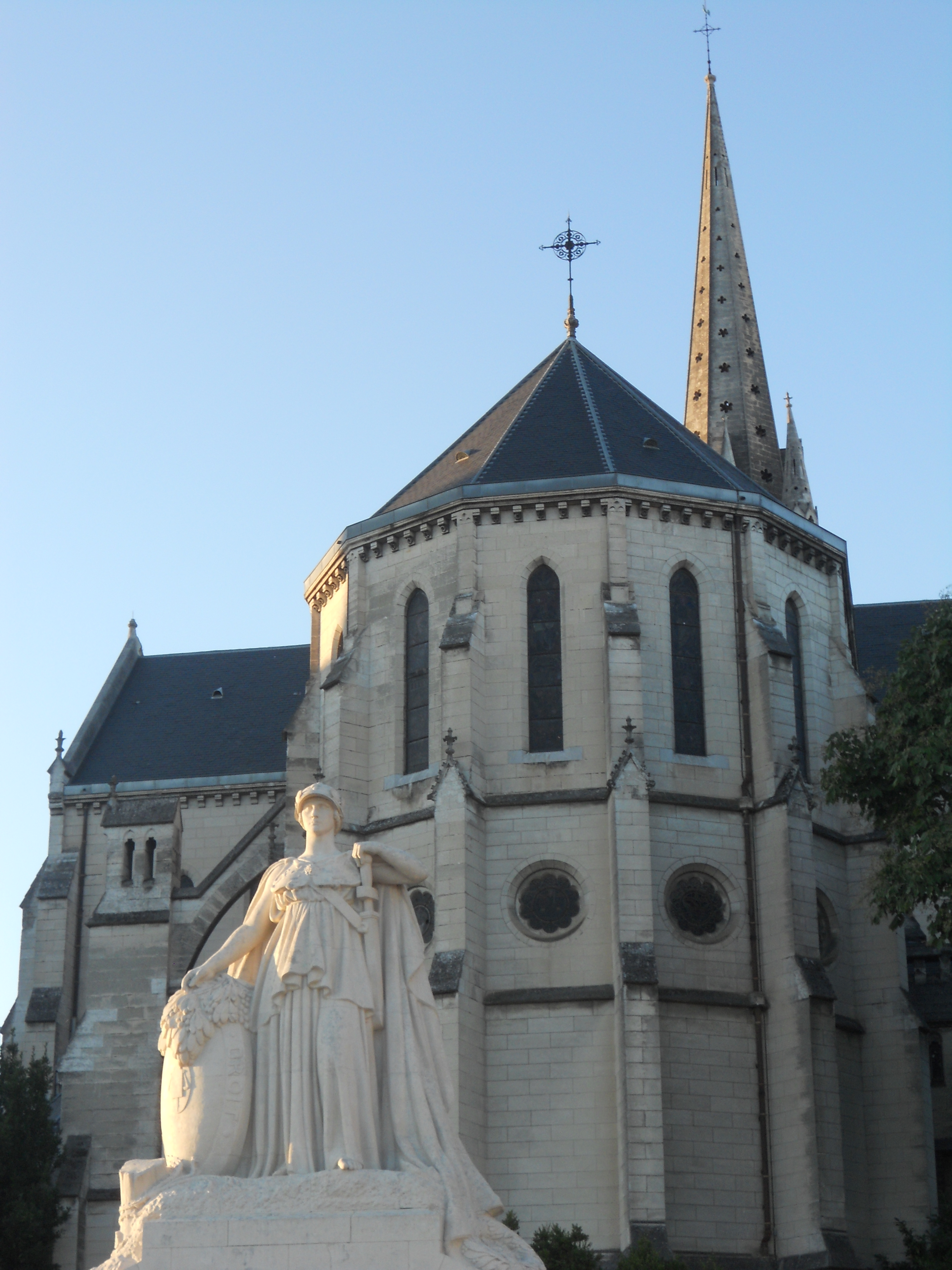
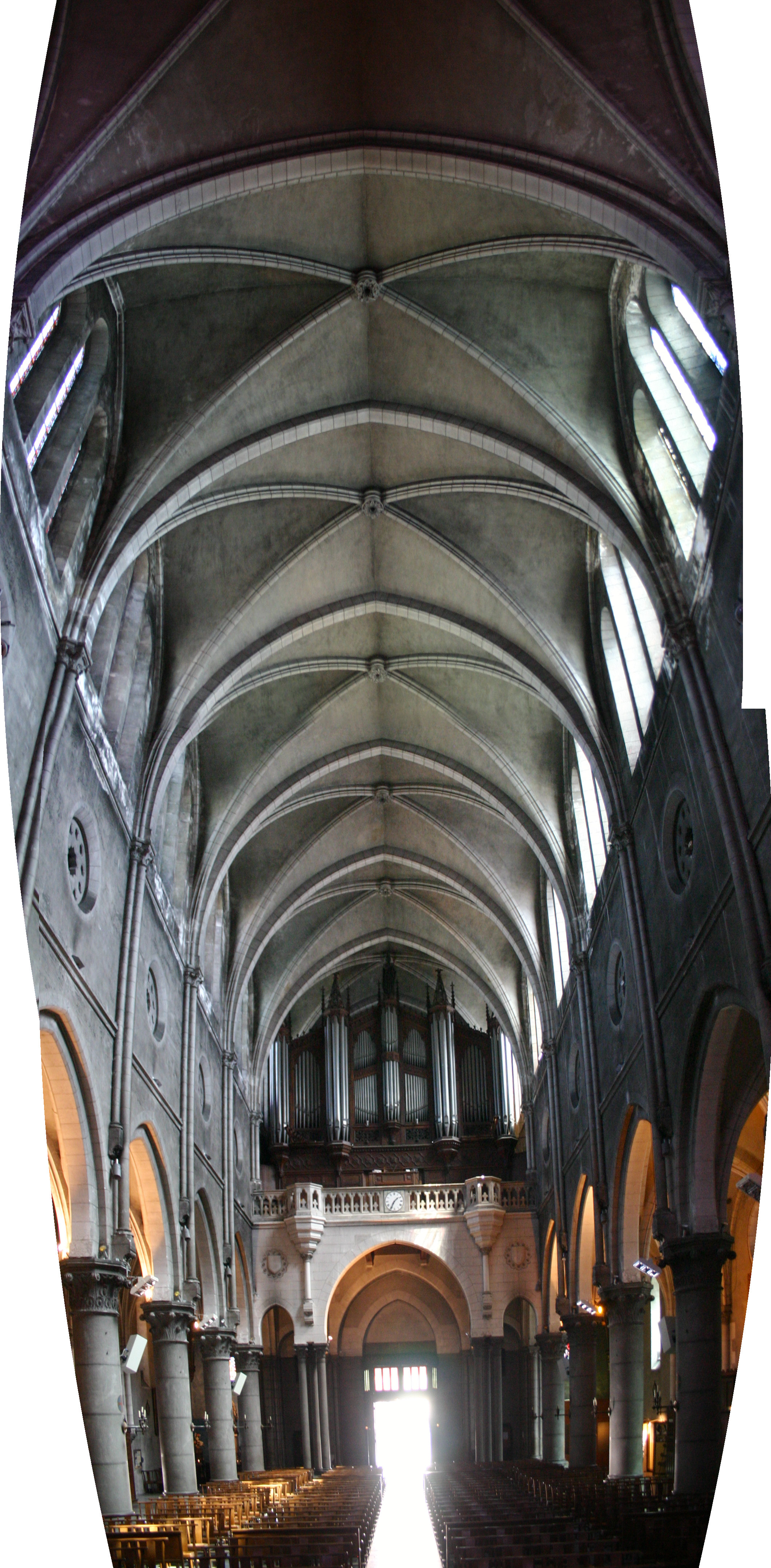
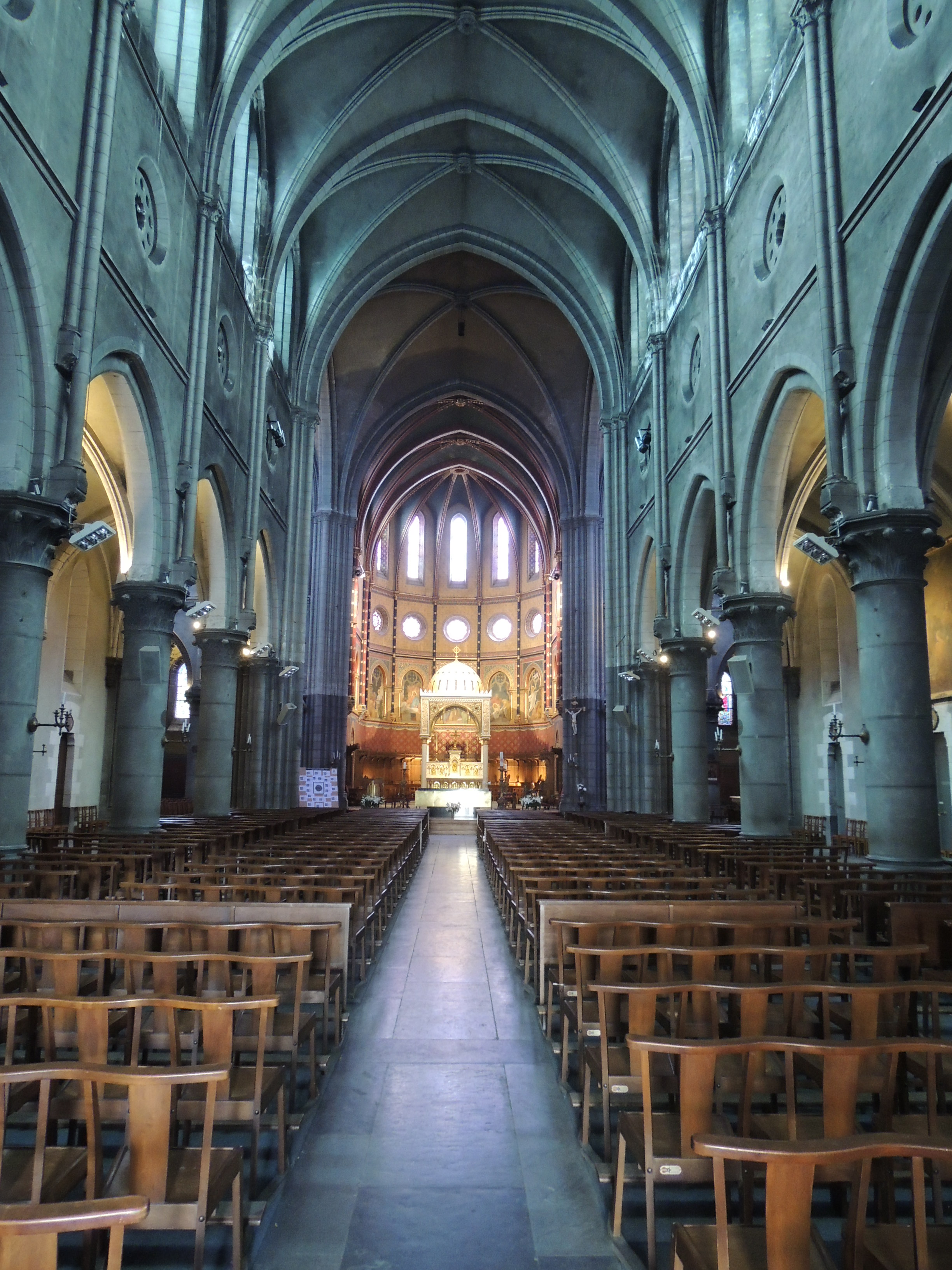
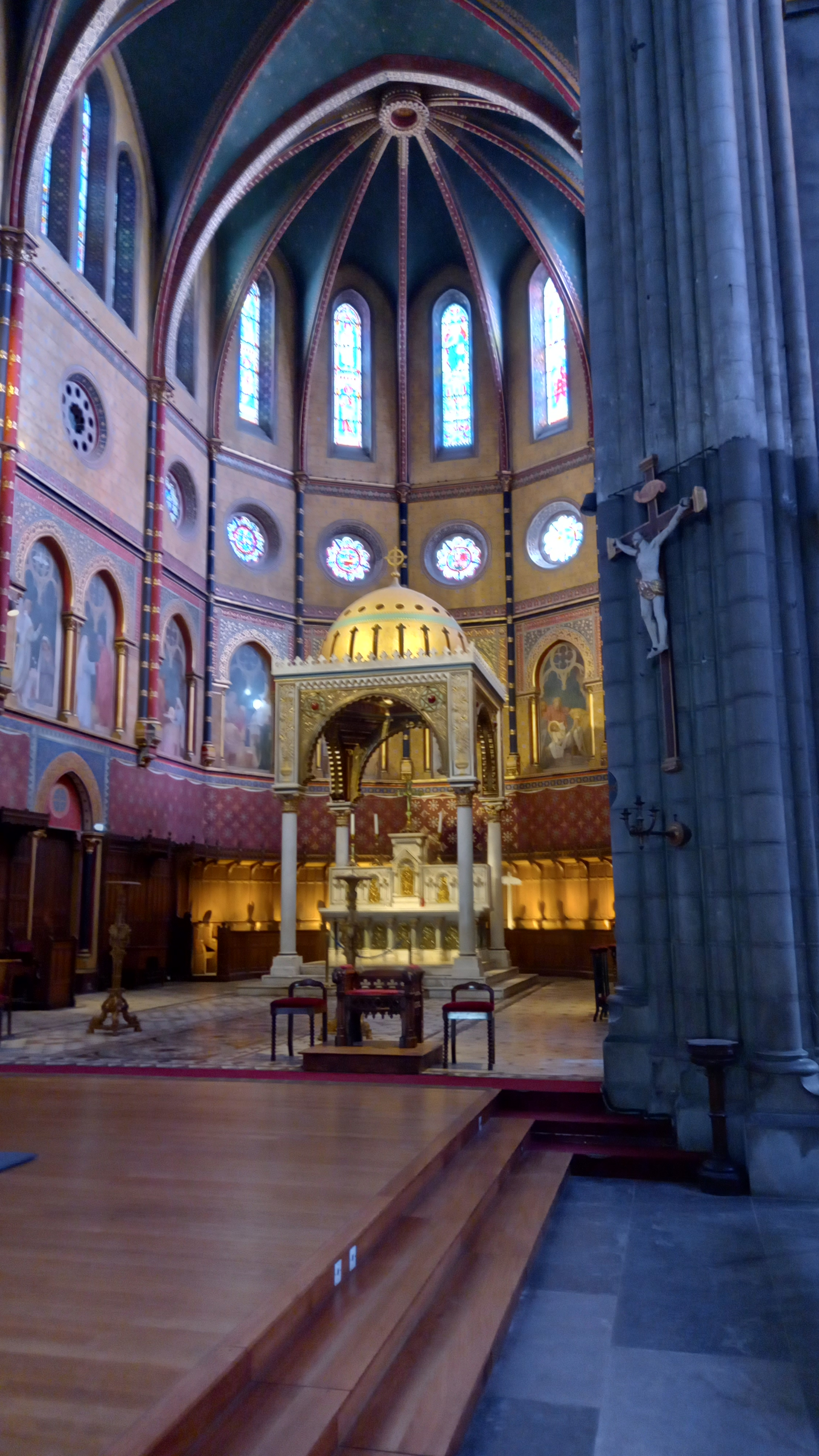